# LoveWave
Chansons représentant l'Arménie au Concours Eurovision de la chanson
Face the Shadow
(2015) Fly with Me
(2017)
LoveWave (en français « Vague d'amour ») est la chanson de Iveta Mukuchyan qui représente l'Arménie au Concours Eurovision de la chanson 2016 à Stockholm.
Le 10 mai 2016, lors de la 1re demi-finale, elle termine à la 2e place avec 243 points et est qualifiée pour la finale le 14 mai 2016, au cours de laquelle elle termine à la 7e place avec 249 points.